# Chaonier
Die Chaonier (altgriechisch Χάονες; lateinisch Chaones) waren einer der drei großen griechischen Stämme von Epirus, aus denen sich in antiker Zeit die Bevölkerung von Epirus zusammensetzte. Sie lebten in der nach ihnen benannten Landschaft Chaonia, die sich gegenüber der Insel Korfu an der Küste des Ionischen Meeres heute teils in Albanien, teils in Griechenland befindet. Im Südosten grenzte das Gebiet der Chaonier an das der Molosser und im Süden an die Thesproter.

Epirus in der Antike

Hauptorte der Chaonier waren Buthroton (Butrint), Phoinike und Ilium. Im 5. Jahrhundert v. Chr. befanden sich die Chaonier in fortdauernden Auseinandersetzungen mit den Griechen von Korfu. Letzteren gelang es, sich an der Küste festzusetzen und Butrint sowie einige weitere feste Plätze im Gebiet der Chaonier zu beherrschen. Im Jahr 429 v. Chr. wurden die Chaonier in der Schlacht von Stratos durch die Akarnanen besiegt. Zu dieser Zeit lebten sie anscheinend bereits in einer Adelsrepublik (vergleiche Thukydides II, 80).
Chaonier lebten neben anderen Stämmen auch in der südlichen Hälfte Unteritaliens. Die Landschaft zwischen Kroton und Siris wird nach ihnen Chonia genannt. Ob überhaupt und wenn, welche Beziehungen zwischen den gleichnamigen Stämmen beiderseits des Meeres bestanden, lässt sich anhand der spärlichen historischen Quellen nicht belegen.
Die epirotischen Chaonier waren als Mitglieder das Bundes der Epiroten lange Zeit (Mitte des 4. Jahrhunderts. bis 231 v. Chr.) dem Königreich der Molosser assoziiert. Nach Abschaffung des Königtums in Epirus gehörten sie dem republikanischen Koinon der Epiroten an. Unmittelbar vor Ausbruch des dritten Makedonischen Krieges (172–168 v. Chr.) wurden die Epiroten zur Unterstützung Roms aufgerufen, was eine Spaltung des Bundes zur Folge hatte. Während die Molosser den Makedonen beistanden, stellten sich die Thesproter und Chaonier unter dem Fürsten (oder Hegemon) Charops auf die Seite der Römer. Nach Kriegsende blieben die Chaonier wie die übrigen Epiroten unter der römischen Vorherrschaft. 148 v. Chr. wurde ihr Gebiet in die römische Provinz Macedonia integriert.